# Roberto Órdenes
Roberto Daniel Órdenes Contreras (Santiago, Región Metropolitana de Santiago, Chile, 5 de enero de 1981) es un exfutbolista chileno que  Jugaba en la posición de Mediocampista.

## Trayectoria
Formado en las divisiones inferiores de Unión Española debutó en el primer equipo hispano en el año 2000 donde llegó a obtener un título tras vencer en la final a Coquimbo Unido en el Apertura 2005.
Finalizado el año 2005 parte al Locarno de la Challenge League de Suiza en calidad de préstamo permaneciendo en este club por seis meses donde llegó a disputar 16 partidos y anotar tres goles.
En la segunda parte del 2006 regresa a su club formado para afrontar su segunda etapa en el club de colonia donde solo estaría brevemente ya que para la siguiente temporada pasa a jugar por la Universidad de Concepción donde jugaría la final del Clausura 2007 y luego sería parte de importante de la campaña de la Copa Chile que finalmente obtendría su equipo pero el no festejaría ya que a principios del 2009 ficha por Ñublense.
En Ñublense permanece solo un semestre ya que se desvincula del club sureño para volver al club de sus amores, Unión Española, donde firma por un año y medio. Tras finalizar su contrato el técnico de aquel momento, José Luis Sierra, no lo tiene en sus planes para ser renovado y queda como jugador libre entrenando en el SIFUP.
Con el SIFUP disputa un torneo FIFPro donde es visto por Unión La Calera fichando por este cuadro que recién había ascendido a la división de honor del fútbol chileno. En el cuadro calerano logra jugar pero no consolidarse como titular y cuando su contrato finaliza ficha sorpresivamente por el Santiago Wanderers. En el cuadro porteño en un comienzo no logra jugar pero en el Clausura de aquel año comienza jugando como titular y lograría ser goleador de su equipo en un comienzo pero luego volvería de a poco a la banca, finalmente finalizado su contrato no continua en el club.
En 2013 arribo a O'Higgins, donde se corona campeón del Torneo apertura 2013 y la Supercopa de Chile 2014 con los Rancagüinos.
En 2014 arribo a Magallanes, donde jugo hasta 2015.
Después de dos años de inactividad, en 2017 llegó a Deportes Melipilla, donde finales de ese año termina su carrera deportiva.

## Selección nacional
Fue parte de la Selección de fútbol de Chile en su categoría sub-20 que disputó la Copa Mundial de Fútbol Sub-20 de 2001 jugando en la victoria de su equipo frente a China.

### Participaciones en Copas del Mundo
| Mundial                          | Sede      | Resultado    |
| -------------------------------- | --------- | ------------ |
| Mundial de Fútbol Sub-20 de 2001 | Argentina | Primera fase |

## Clubes
| Club                      | País  | Año       |
| ------------------------- | ----- | --------- |
| Unión Española            | Chile | 2000-2005 |
| Locarno                   | Suiza | 2006      |
| Unión Española            | Chile | 2006      |
| Universidad de Concepción | Chile | 2007-2008 |
| Ñublense                  | Chile | 2009      |
| Unión Española            | Chile | 2009-2010 |
| Unión La Calera           | Chile | 2011      |
| Santiago Wanderers        | Chile | 2012      |
| O'Higgins                 | Chile | 2013-2014 |
| Magallanes                | Chile | 2014-2015 |
| Deportes Melipilla        | Chile | 2017      |

## Palmarés

### Campeonatos nacionales
| Título             | Club           | País  | Año    |
| ------------------ | -------------- | ----- | ------ |
| Primera División   | Unión Española | Chile | 2005-A |
| Primera División   | O'Higgins      | Chile | 2013-A |
| Supercopa de Chile | O'Higgins      | Chile | 2014   |

### Distinciones individuales
| Distinción                   | Año  |
| ---------------------------- | ---- |
| Medalla Santa Cruz de Triana | 2014 |